# Poder (social y político)

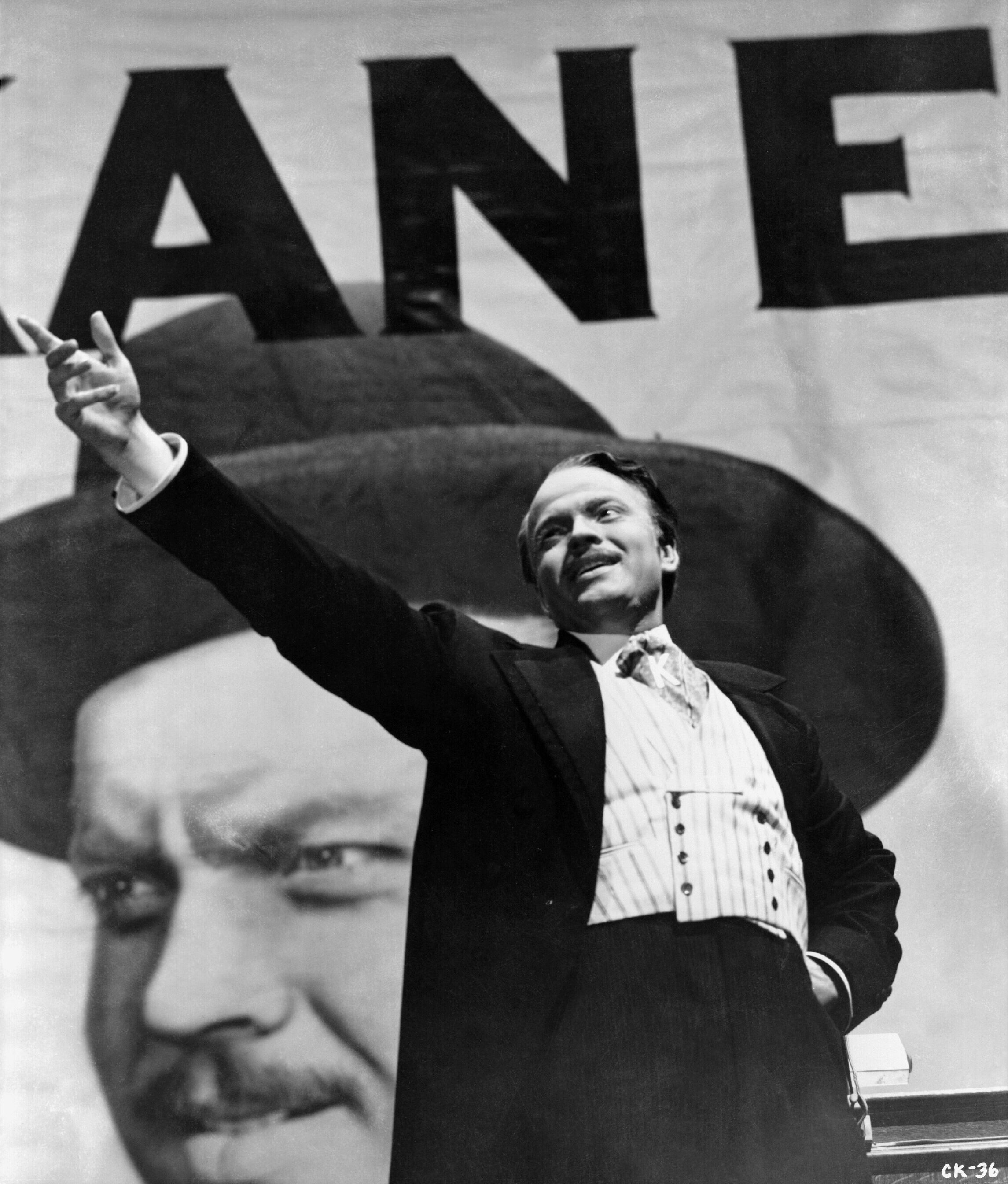
Escena de la película Citizen Kane, dirigida y actuada por Orson Welles. En ella, la carrera del personaje Kane nace del servicio social y evoluciona gradualmente hacia una implacable búsqueda de poder.

En las ciencias sociales, el poder es la capacidad de un individuo o de una organización para dirigir o influir en el comportamiento de las personas, y es legítimo cuando tiene un origen institucional o legal. Se utiliza también el término "autoridad" para designar al poder legítimo.

## Aspectos del poder
El poder puede ser percibido o considerado como injusto. Este tipo de ejercicio del poder es históricamente endémico entre los humanos; sin embargo, como seres sociales, los humanos también pueden ejercer el poder con objetivos humanistas que ayudarán y empoderarán a otros. En general, la existencia y el uso del poder derivan de la interdependencia entre al menos un individuo o una entidad y su entorno.  
En los negocios el objetivo del poder es el logro de un beneficio económico, y como tal puede considerarse que si es justo será un juego de suma positiva.  
El poder puede desdoblarse tanto "hacia arriba" como "hacia abajo". Con poder descendente el directivo de una empresa influye en los subordinados para alcanzar los objetivos organizacionales. Pero cuando en una empresa se ejerce un poder ascendente son los subordinados quienes influyen en las decisiones de sus líderes.
El uso del poder no implica necesariamente la fuerza o la amenaza de su utilización (coerción). Un ejemplo de uso del poder sin coerción es el concepto "poder blando", en comparación con el poder duro. 
Gran parte del reciente debate sociológico sobre el poder gira en torno a la cuestión del poder como un medio para hacer posibles las acciones sociales tanto como puede restringirlas o prevenirlas. En este sentido el filósofo Michel Foucault vio el poder como una expresión estructural de «una situación estratégica compleja en un entorno social dado»  que requiere restricción y habilitación. 

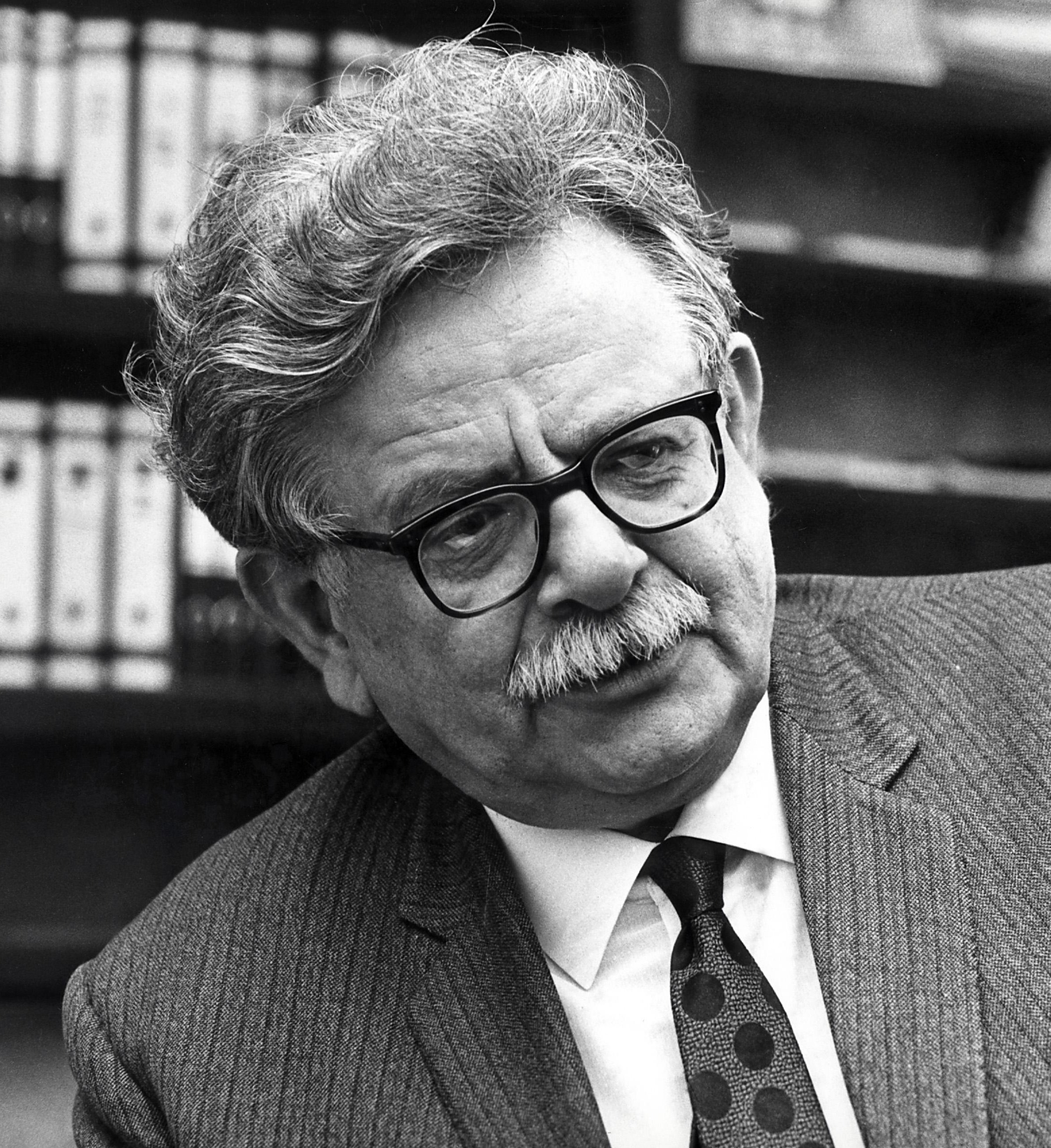
Elias Canetti

## Mecanismos del poder, la visión de Canetti
Para Elias Canetti, el poder se basa en la posibilidad de utilizar la violencia. Así, escribe en Masa y poder que, en su momento arcaico, el poder se manifiesta como un "momento de supervivencia" cada vez que un vivo se enfrenta triunfante a una persona muerta. La posesión de poder significa supervivencia. El derecho a decidir sobre la vida y la muerte es, lógicamente, el instrumento más seguro para la preservación del poder y la vida. Según Canetti, este instrumento de horror ahora es un derecho en los sistemas totalitarios y le da al dictador la apariencia de una divinidad. Pero un dictador no es un dios sino, en la definición de Canetti, un gobernante paranoico. La preservación de su poder es lo más importante para él y al mismo tiempo el sentimiento permanente de amenaza está presente en él. La masa de sus súbditos solo puede ser controlada por los gobernantes paranoicos al decidir excesivamente sobre sus vidas y sus muertes. «Uno podría decir que sus sujetos más perfectos son aquellos que han muerto por él», ya sea en la guerra, en juicios o en campos de exterminio.

### El poder de las órdenes
La voluntad de un gobernante se expresa en sus órdenes. Y el hombre, como lo ve Canetti, no sólo está «acostumbrado a los mandatos desde una edad temprana, se compone en gran medida de lo que se llama educación». Canetti ve en el mando y su ejecución la constante natural de comportamiento; para Canetti la orden es algo fundamental, algo que es más antiguo que el lenguaje. Si se da y entiende una orden, la acción que la sigue es percibida como ajena por la actuación. Se le ha impuesto. La persona en acción siente que en el poder está el mando.
Para Canetti el poder en el sentido figurativo e integral también significa ser capaz de decidir la vida y la muerte. En cada orden, por lo tanto, hay una amenaza de muerte original que está antropológicamente justificada. Los sistemas de poder totalitarios se basan en la ley de los más fuertes, y las rebeldías son tan difíciles porque la ejecución de una orden está fundamentalmente anclada en el patrón de comportamiento humano. Pero, ¿qué hace que una orden sea tan irrefutable?
Para entender la dependencia del hombre de la orden, Canetti desglosa la orden en una "unidad y un aguijón". El impulso, el miedo al castigo, obliga al hombre a ejecutar la orden. Después de eso, dentro del ser humano, el aguijón permanece como un "cuerpo extraño". En esta picadura dolorida, se recuerda la memoria del mandato ordenado desde el exterior. Dado que los aguijones son cuerpos extraños, la gente busca disolverlos. La solución de una picadura sólo se puede realizar invirtiendo la situación de mandato original, cuando el destinatario del mandato pasa el mismo mandato a otro. Una espiral de poder que continúa arrasando hasta el sacrificio final del que ya no tiene a nadie a quien transmitir la orden. El comandante sólo puede escapar de las violaciones de la cumbre de mando si pasa inmediatamente o completamente la orden asociada.
La cadena de las órdenes puede conducir a la abnegación patógena y a la enfermedad mental: «Se sabe que las personas que actúan bajo órdenes son capaces de las obras más terribles. Cuando se destruye la fuente del mando, y se ven obligados a mirar hacia atrás a sus hechos, no se reconocen a sí mismos». En otras palabras, si el gobernante está muerto, las masas se quedan con sólo abnegación colectiva. Menos dramáticas, pero igualmente consecuentes para la psique y la salud del individuo afectado, son las lesiones que se suman o incluso se multiplican por «la cadena indisoluble de las órdenes».

## Teoría de las cinco bases
En un estudio ya clásico (1959), los psicólogos sociales John R. P. French y Bertram Raven desarrollaron un esquema de fuentes de poder que permite analizar cómo este funciona. French y Raven sostienen que hay cinco categorías significativas entre las fuentes de poder, sin excluir otras categorías menores. Desde entonces se han añadido más bases, en particular por Gareth Morgan en su libro de 1986, Imágenes de la organización.

### Poder legítimo
También llamado "poder posicional", el poder legítimo es el poder institucional que deriva de la posición que se ocupa dentro de una organización de acuerdo con los deberes del titular de la posición dentro de una organización. El poder legítimo es la autoridad formal delegada al titular del puesto. Suele ir acompañado de varios atributos de poder, como un uniforme, un título o una oficina imponente.

### Poder de referencia
El poder de referencia o carismático es la capacidad de las personas para atraer a otros y generar lealtad. Se basa en el carisma y las habilidades interpersonales del titular del poder. Una persona puede ser admirada debido a un rasgo personal específico y esta admiración crea la oportunidad para la influencia interpersonal. En este sentido la persona influenciada desea identificarse con estas cualidades personales y obtiene satisfacción de ser un seguidor aceptado.
El nacionalismo y el patriotismo son ejemplo de cómo puede ser utilizado el poder de referencia ya que pueden resultar en acciones por parte de individuos o de la ciudadanía en general.
Los anunciantes han usado durante mucho tiempo el poder de referencia de las figuras deportivas para respaldar productos. El atractivo carismático de la estrella del deporte lleva a una aceptación del respaldo, aunque el individuo pueda tener poca credibilidad real fuera del ámbito deportivo.
El poder de referencia es inestable y no es suficiente para un líder que quiere duración y respeto. Sin embargo, cuando se combina con otras fuentes de poder, puede ayudar a una persona a lograr un gran éxito. 

### Poder experto

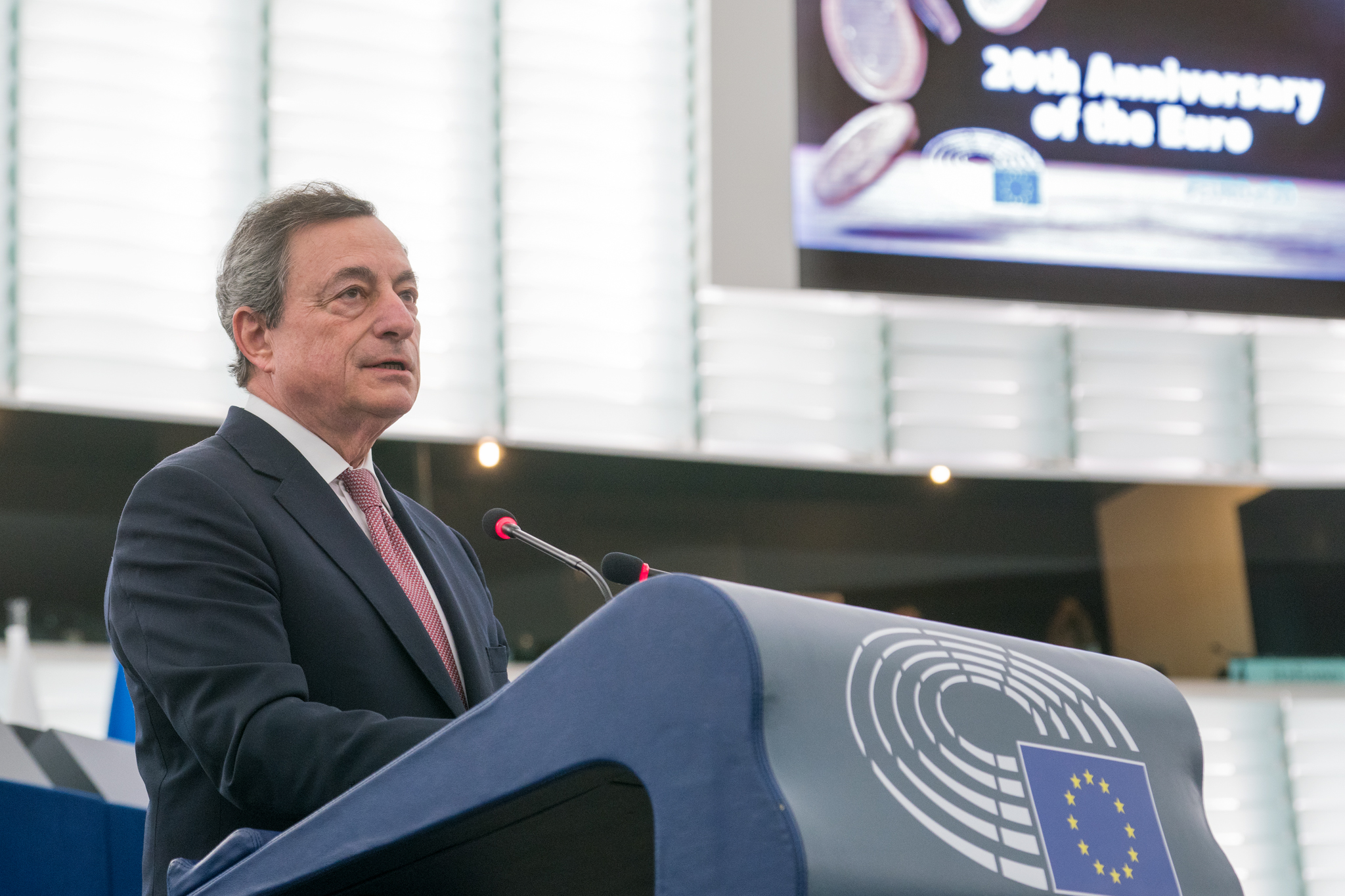
Mario Draghi

El poder experto es el poder de un individuo derivado de las habilidades o experiencia de la persona y las necesidades de la organización para esas habilidades y experiencia. A diferencia de los otros, este tipo de poder suele ser altamente específico y limitado al área particular en la que el experto está capacitado y calificado. Cuando tienen conocimientos y habilidades que les permiten comprender una situación, sugerir soluciones, usar un juicio sólido y, en general, superar a los demás, las personas tienden a escucharlos. Cuando los individuos demuestran experiencia, las personas tienden a confiar en ellos y respetar lo que dicen. Como expertos en la materia, sus ideas tendrán más valor y otros buscarán su liderazgo en esa área.

### Poder de recompensa
El poder de recompensa depende de la capacidad del portador del poder para conferir valiosas recompensas materiales, se refiere al grado en que el individuo puede dar a los demás una recompensa de algún tipo, como beneficios, tiempo libre, regalos deseados, promociones o aumentos de sueldo o responsabilidad. Este poder es obvio, pero también ineficaz si se abusa de él. Las personas que abusan del poder de recompensa pueden ser agresivas o ser reprendidas por ser demasiado comunicativas o «mover las cosas demasiado rápido». Si otros esperan ser recompensados por hacer lo que alguien quiere, existe una alta probabilidad de que lo hagan. 
El problema con esta base de poder es que el recompensador puede no tener tanto control sobre las recompensas como sea necesario. Los supervisores rara vez tienen control completo sobre los aumentos salariales, y los gerentes a menudo no pueden controlar las promociones por sí mismos. E incluso un CEO necesita permiso de la junta directiva para algunas acciones. Entonces, cuando alguien usa las recompensas disponibles, o las recompensas no tienen suficiente valor percibido para los demás, su poder se debilita. Una de las frustraciones de usar recompensas es que a menudo necesitan ser más grandes cada vez para tener el mismo impacto motivacional. Incluso entonces, si las recompensas se dan con frecuencia, las personas pueden sentirse saciadas por la recompensa, de modo que pierden su efectividad.

### Poder coercitivo
El poder coercitivo es la aplicación de acciones negativas. Incluyen la capacidad de degradar o de retener recompensas. El deseo de recompensas o el miedo a que las retengan garantiza la obediencia de quienes están bajo el poder. El poder coercitivo tiende a ser la forma de poder más obvia pero menos efectiva, ya que genera resentimiento y resistencia por parte de las personas que lo experimentan.
Las amenazas y los castigos son herramientas comunes de coerción. Son características del uso del poder coercitivo amenazar con que alguien sea despedido, degradado, se le nieguen privilegios o se le den asignaciones indeseables.
El uso extensivo del poder coercitivo rara vez es apropiado en un entorno organizacional, y confiar solo en estas formas de poder da como resultado un estilo de liderazgo muy frío y empobrecido.

## Principios en las relaciones interpersonales
Laura K. Guerrero y Peter A. Andersen en Encuentros cercanos: comunicación en las relaciones indican los siguientes:
- El poder como una percepción: el poder es una percepción en el sentido de que algunas personas pueden tener un poder objetivo, pero aun así tienen problemas para influir en otros. Las personas que usan señales de poder y actúan de manera poderosa y proactiva tienden a ser percibidas como poderosas por otros. Algunas personas se vuelven influyentes a pesar de que no usan abiertamente un comportamiento poderoso.
- El poder como concepto relacional: El poder existe en las relaciones. El problema aquí es a menudo cuánto poder relativo tiene una persona en comparación con su entorno. Los socios en relaciones cercanas y satisfactorias a menudo se influyen mutuamente en diferentes momentos en varios ámbitos.
- El poder basado en los recursos: el poder generalmente representa una lucha por los recursos. Cuanto más escasos y valiosos son los recursos, más intensas y prolongadas son las luchas de poder. La hipótesis de escasez indica que las personas tienen el mayor poder cuando los recursos que poseen son difíciles de conseguir o tienen una gran demanda. Sin embargo, la escasez de recursos conduce al poder solo si se valora dentro de una relación.
- El principio de menor interés y poder de dependencia: la persona con menos que perder tiene mayor poder en una relación. El poder de dependencia indica que aquellos que dependen de su relación o pareja son menos poderosos, especialmente si saben que su pareja no está comprometida y podría abandonarlos. Según la teoría de la interdependencia, la calidad de las alternativas se refiere a los tipos de relaciones y oportunidades que las personas podrían tener si no estuvieran en su relación actual. El principio de menor interés sugiere que si existe una diferencia en la intensidad de los sentimientos positivos entre las parejas, la pareja que se siente más positiva está en desventaja de poder. Hay una relación inversa entre el interés en la relación y el grado de poder relacional.
- El poder de habilitar o deshabilitar: Se ha demostrado que las personas tienen más probabilidades de tener una influencia duradera en los demás cuando participan en un comportamiento dominante que refleja habilidad social en lugar de intimidación. El poder personal protege contra la presión y la influencia excesiva de otros y / o el estrés situacional. Las personas que se comunican a través de la autoconfianza y el comportamiento expresivo tienden a tener éxito en el logro de sus objetivos y en el mantenimiento de buenas relaciones. El poder puede ser incapacitante cuando conduce a patrones destructivos de comunicación. Esto puede conducir al efecto escalofriante donde la persona menos poderosa a menudo duda en comunicar la insatisfacción, y el patrón de retirada de la demanda, que ocurre cuando una persona hace demandas y la otra se pone a la defensiva y se retira (Mawasha, 2006). Ambos efectos tienen consecuencias negativas para la satisfacción relacional.
- El poder como prerrogativa: el principio de prerrogativa establece que el socio con más poder puede formular y romper las reglas. Las personas poderosas pueden violar las normas, romper las reglas relacionales y gestionar las interacciones sin tanta penalización como las personas impotentes. Estas acciones pueden reforzar el poder de dependencia de la persona poderosa. Además, la persona más poderosa tiene la prerrogativa de manejar las interacciones tanto verbales como no verbales. Pueden iniciar conversaciones, cambiar temas, interrumpir a otros, iniciar un contacto y finalizar discusiones más fácilmente que las personas menos poderosas.

## Marco de elección racional

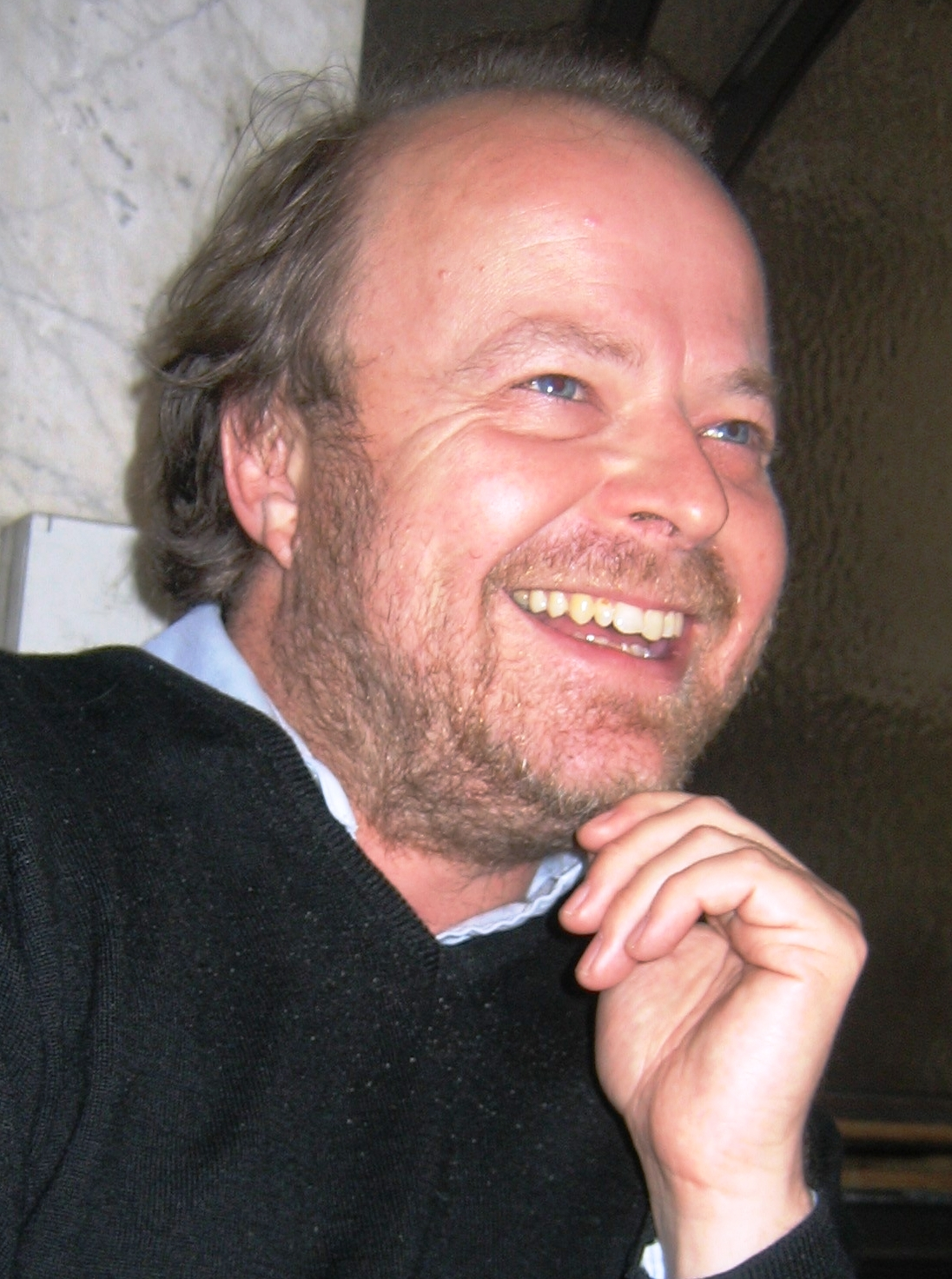
Keith Dowding en 2007

La teoría de juegos, fundamentada en la teoría walrasiana de la elección racional, se usa cada vez más en diferentes disciplinas dentro de las ciencias sociales para ayudar a analizar las relaciones de poder. En su libro Power (“Poder”) Keith Dowding da una definición de elección racional. Según la teoría de la elección racional, los individuos o grupos humanos pueden modelarse como 'actores' que eligen entre un 'conjunto de opciones' de posibles acciones para tratar de lograr los resultados deseados. La 'estructura de incentivos' de un actor comprende a sus creencias sobre los costos asociados con diferentes acciones en el conjunto de opciones y las probabilidades de que diferentes acciones conduzcan a los resultados deseados.
En esta configuración podemos diferenciar entre:
- Poder de Lograr Resultados: la capacidad de un actor para lograr o ayudar a lograr resultados;
- Poder Social: la capacidad de un actor para cambiar las estructuras de incentivos de otros actores con el fin de lograr resultados.

Este marco puede usarse para modelar una amplia gama de interacciones sociales donde los actores tienen la capacidad de ejercer poder sobre los demás. Por ejemplo, un actor 'poderoso' puede quitar opciones del conjunto de opciones de otro; puede cambiar los costos relativos de las acciones; puede cambiar la probabilidad de que una acción determinada conduzca a un resultado dado; o simplemente podría cambiar las creencias del otro sobre su estructura de incentivos.
Al igual que con otros modelos de poder, este marco es neutral en cuanto al uso de la "coerción". Por ejemplo: una amenaza de violencia puede cambiar los costos y beneficios probables de diferentes acciones; también puede considerarse una sanción financiera en un contrato 'voluntariamente acordada', o incluso una oferta amistosa.

## Hegemonía cultural

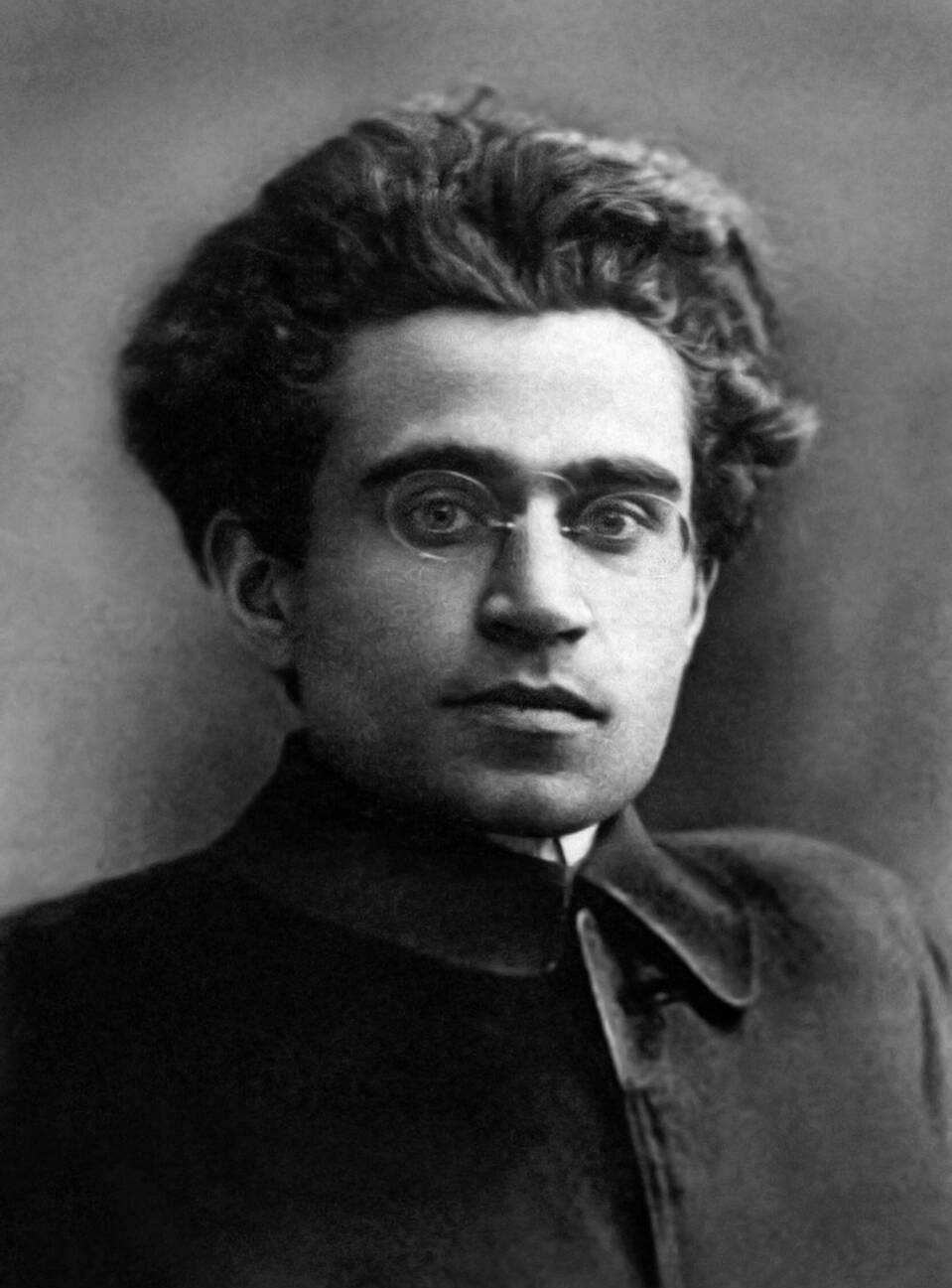
Antonio Gramsci

En la tradición marxista, el escritor italiano Antonio Gramsci elaboró el papel de la ideología en la creación de una hegemonía cultural, que se convierte en un medio para reforzar el poder del capitalismo y del estado-nación. Basándose en Niccolò Machiavelli en El Príncipe, y tratando de entender por qué no había habido revolución comunista en Europa occidental, mientras había habido una en Rusia, Gramsci conceptualizó esta hegemonía como un centauro, que consta de dos mitades. La parte de atrás, la bestia, representaba la imagen material más clásica del poder, el poder a través de la coerción, a través de la fuerza bruta, ya sea física o económica. Pero la hegemonía capitalista, argumentó, dependía aún más fuertemente del frente, el rostro humano, que proyectaba poder a través del "consentimiento". En Rusia, faltaba este poder, lo que permitía una revolución. Sin embargo, en Europa occidental, específicamente en Italia, el capitalismo había logrado ejercer el poder consensuado, convenciendo a las clases trabajadoras de que sus intereses eran los mismos que los de los capitalistas. De esta manera, se había evitado una revolución.
Mientras Gramsci enfatiza la importancia de la ideología en las estructuras de poder, escritoras marxistas-feministas como Michele Barrett enfatizan el papel de las ideologías en ensalzar las virtudes de la vida familiar. El argumento clásico para ilustrar este punto de vista es el uso de la mujer como 'ejército industrial de reserva de trabajo'. En tiempo de guerra, se acepta que las mujeres realicen tareas masculinas, mientras que después de la guerra vuelven a los roles tradicionales. Por lo tanto, según Barrett, la destrucción de las relaciones económicas capitalistas es necesaria pero no suficiente para la liberación de las mujeres.

## Teoría de Tarnow
De acuerdo con la teoría de Tarnow, el poder que tienen los secuestradores sobre los pasajeros de los aviones y establece similitudes con el poder en el ejército. Muestra que el poder sobre un individuo puede ser amplificado por la presencia de un grupo. Si el grupo se ajusta a las órdenes del líder, el poder del líder sobre un individuo aumenta enormemente, mientras que si el grupo no se ajusta, el poder del líder sobre un individuo es nulo. 

## Teoría de Foucault
Artículo principal: Biopoder

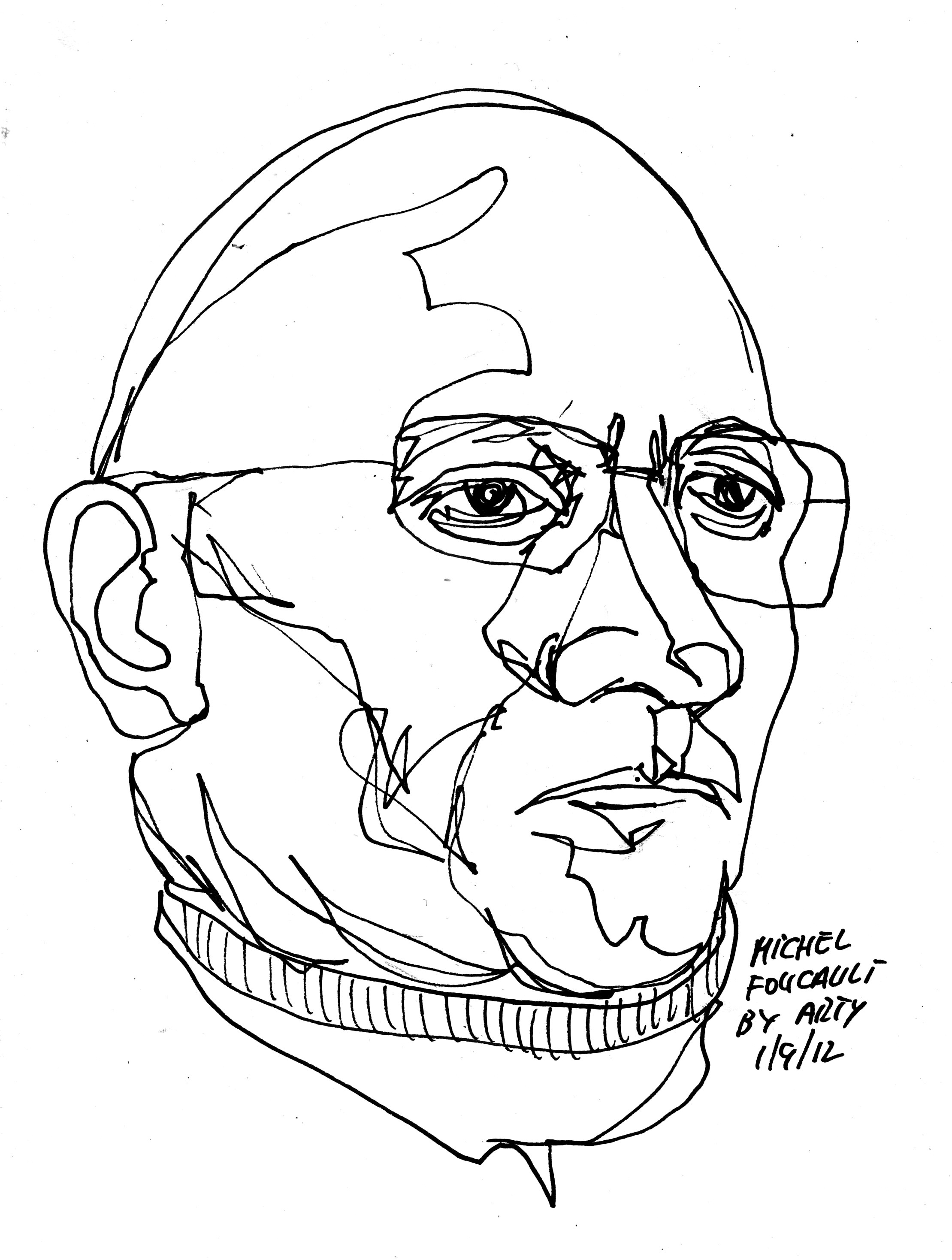
Michel Foucault por PIFAL

Para Michel Foucault el poder real siempre dependerá de la ignorancia de sus agentes. Ningún ser humano, grupo ni actor único maneja el dispositivo, pero el poder se dispersa a través del aparato de la manera más eficiente y silenciosa posible, asegurando que sus agentes hagan lo que sea necesario. Es debido a esta acción que es poco probable que se detecte el poder que sigue siendo esquivo para la investigación 'racional'.
Foucault cita un texto supuestamente escrito por el economista político Jean Baptiste Antoine Auget de Montyon, titulado Recherches et considérations sur la Population de la France (1778), pero que fue escrito por su secretario Jean-Baptiste Moheau (1745-1794) e inspirado en el biólogo Jean-Baptiste Lamarck, quien constantemente se refiere a los milieus como un adjetivo plural y ve en el medio como una expresión que confirma el género dentro del medio, en este caso la especie humana, se relaciona con una función de la población y su interacción social y política en la que ambos forman un medio artificial y natural.
Este medio (tanto artificial como natural) aparece como un objetivo de intervención para el poder según Foucault, que es radicalmente diferente de las nociones anteriores sobre soberanía, territorio y espacio disciplinario entrelazados a partir de relaciones sociales y políticas ya que funcionan como una especie (biológica). Foucault originó y desarrolló del concepto de "cuerpos dóciles" en su libro Disciplina y castigo en el que escribe: "Un cuerpo que es dócil puede ser sometido, utilizado, transformado y mejorado".

## Modelo de Clegg
Stewart Clegg propone otro modelo tridimensional con su teoría de los "circuitos de poder". Este modelo compara la generación y organización del poder con la placa de un circuito eléctrico que consta de tres circuitos interactivos distintos: episódico, disposicional y facilitador. Estos circuitos operan en tres niveles, dos son macro y uno es micro.
- El circuito episódico es el nivel micro y está constituido por el ejercicio irregular del poder a medida que los agentes abordan los sentimientos, la comunicación, el conflicto y la resistencia en las interrelaciones cotidianas. Los resultados del circuito episódico son positivos y negativos.
- El circuito disposicional está constituido por reglas de práctica de nivel macro y significados socialmente construidos que informan las relaciones de los miembros y la autoridad legítima.
- El circuito facilitador está constituido por la tecnología de nivel macro, las contingencias ambientales, el diseño de trabajo y las redes, que empoderan o desempoderan y, por lo tanto, castigan o recompensan a los agentes en el circuito episódico.

Los tres circuitos independientes interactúan en los "puntos de paso obligatorios" que son canales para el empoderamiento o desempoderamiento. 

## Postura de Galbraith

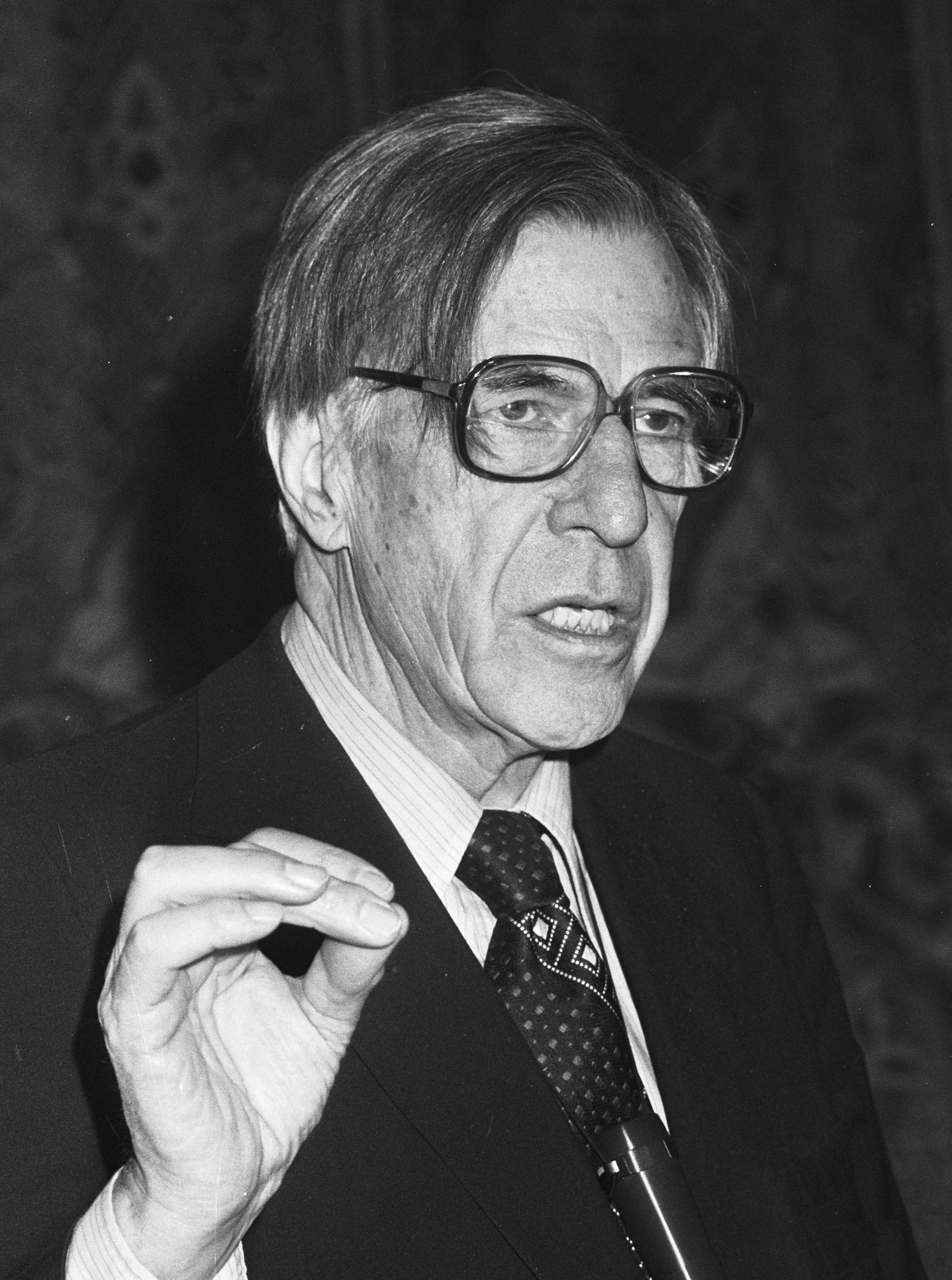
John Kenneth Galbraith en 1982

El gran economista J.K. Galbraith resume los tipos de poder como "condigno" (basado en la fuerza), "compensatorio" (mediante el uso de diversos recursos) o "condicionado" (el resultado de la persuasión). Las fuentes de poder según esta teoría pueden ser "personalidad" (individuos), "propiedad" (recursos materiales) y "organizacional" (quien se sitúa en la parte superior de una estructura de poder organizacional).

## Visión de Gene Sharp
Gene Sharp, profesor estadounidense de ciencias políticas, cree que el poder depende en última instancia de los ciudadanos. Así, un régimen político mantiene el poder porque la gente acepta y obedece sus dictados, leyes y políticas. Sharp recoge esta visión de Étienne de La Boétie. 
El tema clave de Sharp es que el poder no es monolítico; es decir, no se deriva de alguna cualidad intrínseca de quienes están en el poder. Para Sharp, el poder político, el poder en cualquier estado, independientemente de su organización estructural particular, deriva en última instancia de los ciudadanos del estado. Su creencia fundamental es que cualquier estructura del poder depende de la obediencia de los ciudadanos a las órdenes de los gobernantes. Si los ciudadanos no obedecen, los líderes no tienen poder.
En opinión de algunos su trabajo influyó en el derrocamiento de Slobodan Milošević, en la Primavera Árabe de 2011, y en otras revoluciones no violentas.

## Teoría de Björn Kraus

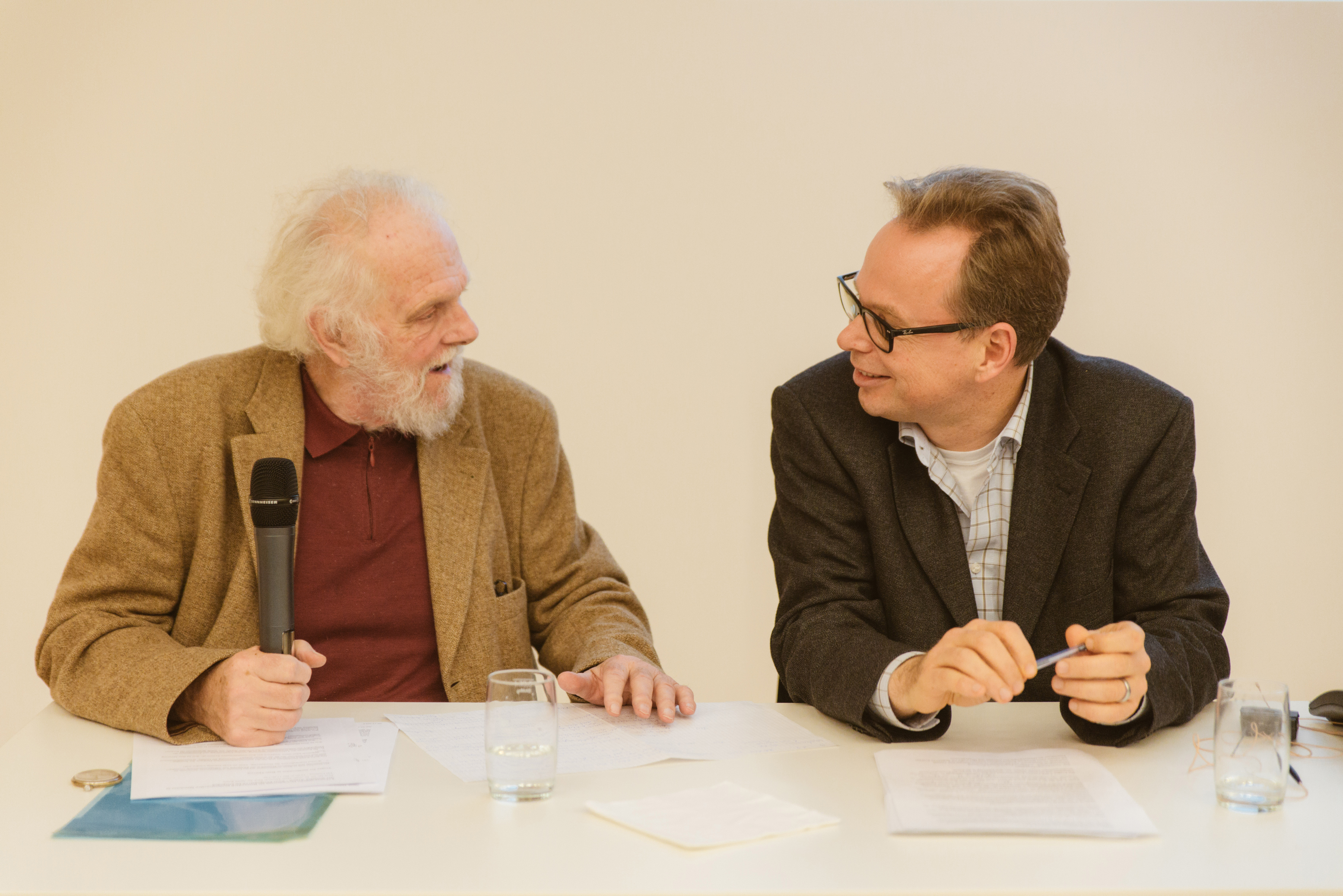
Björn Kraus (d) y Hans Thiersch (2014)

Björn Kraus aborda la perspectiva epistemológica sobre el poder con respecto a la cuestión de las posibilidades de influencia interpersonal mediante el desarrollo de una forma especial de constructivismo (denominado constructivismo relacional). En lugar de centrarse en la valoración y distribución del poder, se pregunta ante todo qué puede describir el término. Partiendo de la definición de poder de Max Weber, se da cuenta de que el término de poder debe dividirse en "poder instructivo" y "poder destructivo". : 105  : 126 
El poder instructivo significa la capacidad de determinar las acciones y los pensamientos de otra persona, mientras que el poder destructivo significa la oportunidad de disminuir las oportunidades de otra persona.  Lo importante que es realmente esta distinción se hace evidente al observar las posibilidades de rechazar los intentos del poder: rechazar el poder instructivo es posible; rechazar el poder destructivo no lo es.
Al usar esta distinción, las capacidades del poder se pueden analizar de una manera más sofisticada, lo que ayuda a reflexionar sobre la responsabilidad. : 139 f.  Esta perspectiva permite superar la disyuntiva de o hay poder o no lo hay, que es común especialmente en los discursos epistemológicos sobre teorías de poder, e introducir la posibilidad de matices de ejercicio del poder.  : 120 

## Categorías implícitas
La idea de categorías implícitas se originó en el feminismo. La teoría analiza la cultura de los poderosos. Los poderosos comprenden aquellas personas en la sociedad con fácil acceso a los recursos, aquellos que pueden ejercer el poder sin considerar sus acciones. Para los poderosos, su cultura parece obvia; para los impotentes, por otro lado, permanece fuera de su alcance y es cara.
La categoría implícita puede formar la marca de identificación de los poderosos y se convierte en el estándar para medir todo lo demás. Para la mayoría de los lectores occidentales, se postula que si no se indica la raza de un protagonista, el lector supondrá que el protagonista es caucásico; si no se indica una identidad sexual, el lector asumirá que el protagonista es heterosexual; si no se indica el género de un cuerpo, el lector asumirá que es masculino; si no se indica una discapacidad, el lector asumirá que el protagonista es apto del cuerpo, solo como un conjunto de ejemplos.
A menudo se pueden pasar por alto las categorías implícitas. La blancura forma una categoría no marcada que no suele ser visible para los poderosos, ya que a menudo caen dentro de esta categoría. La categoría implícita se convierte en la norma, con las otras categorías relegadas al estado desviado. Los grupos sociales pueden aplicar esta visión del poder a la raza, el género y la discapacidad sin modificaciones.

## Contrapoder

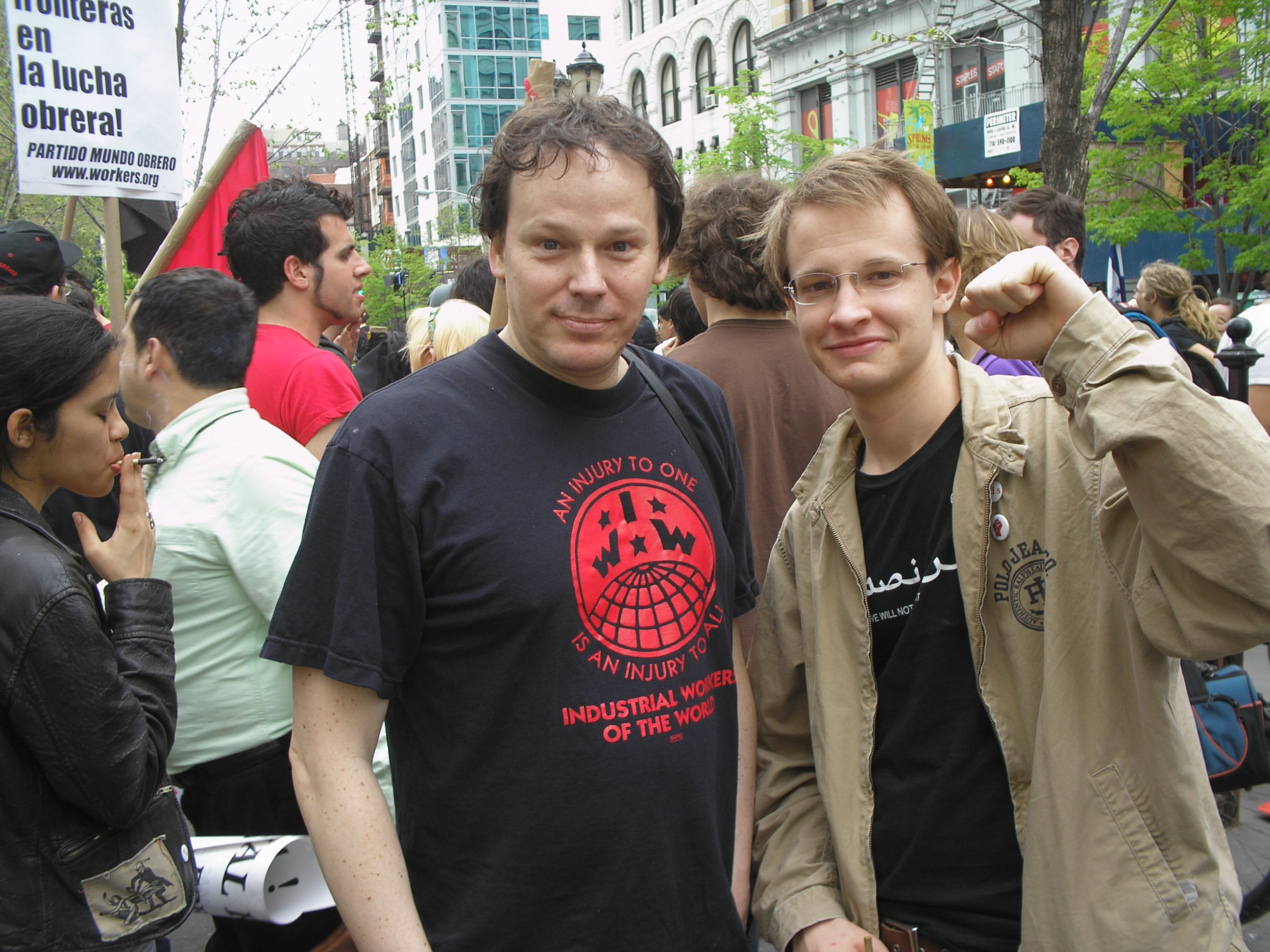
NLN David Graeber

El término contra-poder se usa en diferentes situaciones para describir la fuerza compensatoria que los oprimidos pueden utilizar para contrarrestar o erosionar el poder de las élites. El antropólogo David Graeber ha proporcionado una definición general del contra-poder como "una colección de instituciones sociales en oposición al Estado y al capital: desde comunidades autónomas hasta sindicatos radicales y milicias populares". Graeber también señala que el contrapoder también puede ser referido como 'anti-poder' y 'cuando las instituciones [del contrapoder] se mantienen frente al estado, esto generalmente se conoce como una situación de 'poder dual'. .
Tim Gee, en su libro de 2011 Counterpower: Making Change Happen, propuso una teoría de que quienes no tienen el poder de los gobiernos y los grupos de élite pueden usar el contrapoder para contrarrestarlos. En el modelo de Gee, el contrapoder se divide en tres categorías: contrapoder de ideas, contrapoder económico y contrapoder físico .
Si bien el término ha cobrado importancia a través de su uso por los participantes en el movimiento global antiglobalización, la palabra se ha utilizado durante al menos 60 años; por ejemplo, el libro de 1949 de Martin Buber "Caminos en la utopía" incluye la cita "El poder abdica solo bajo el estrés del contrapoder". : 13 

## Investigaciones psicológicas

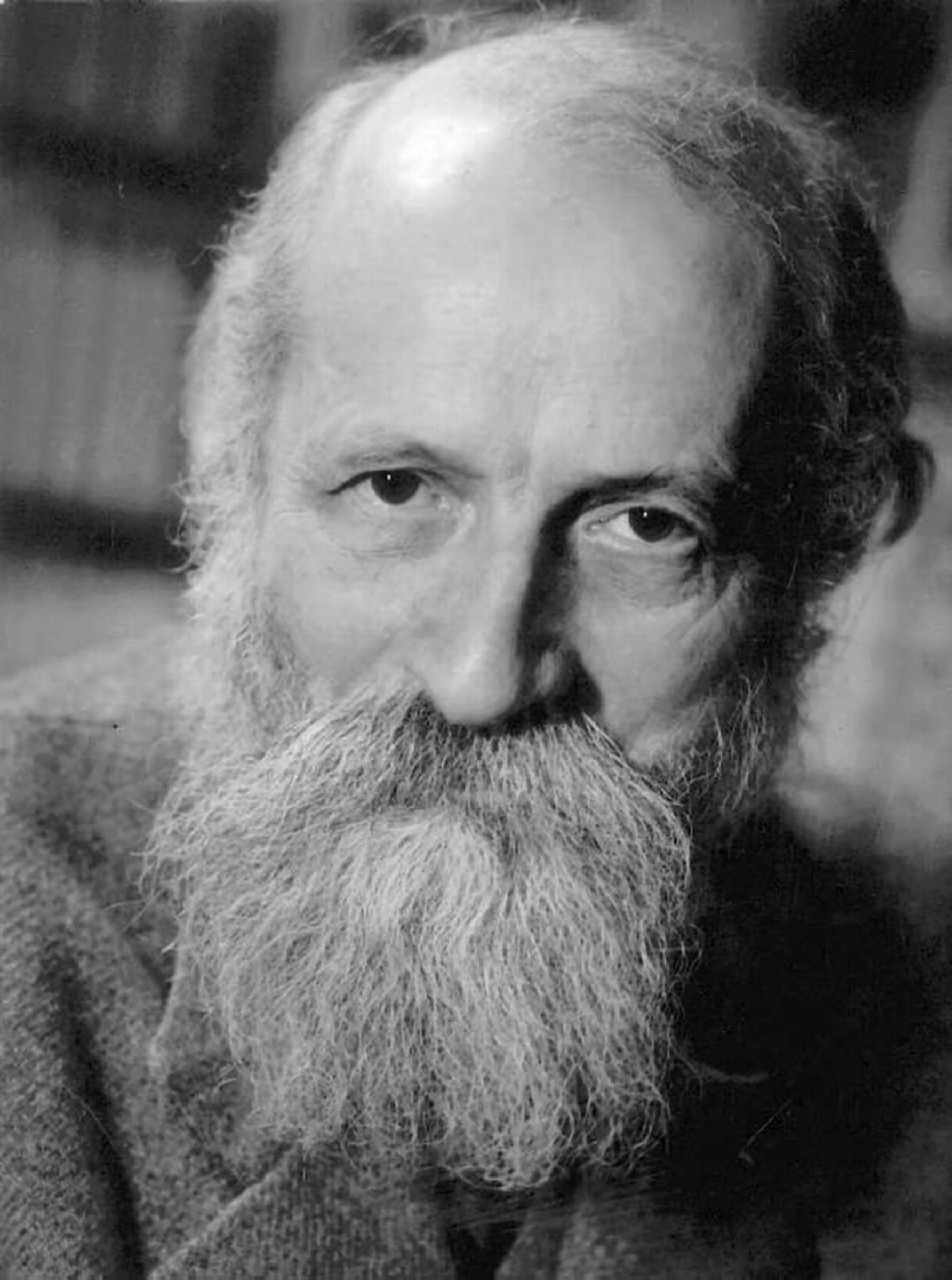
Martin Buber

La psicología experimental reciente sugiere que cuanto más poder se tiene, menos se considera la perspectiva de los demás, lo que implica que los poderosos tienen menos empatía.
Las personas poderosas también tienen más probabilidades de actuar. Por ejemplo, las personas poderosas apagan un ventilador que los molesta el doble de veces que las personas menos poderosas. Los investigadores también han documentado el efecto del espectador: descubrieron que las personas poderosas tienen tres veces más probabilidades de ofrecer ayuda a un "extraño en apuros".
Un estudio que involucró a más de 50 estudiantes universitarios sugirió que aquellos que fueron preparados para sentirse poderosos eran menos susceptibles a la presión externa, estaban más dispuestos a dar comentarios honestos y eran más creativos.

### Brecha de empatía
«El poder se define como la posibilidad de influir en otros». : 1137 
El uso del poder ha evolucionado a lo largo de los siglos. Ganar prestigio, honor y reputación es uno de los motivos centrales para ganar poder en la naturaleza humana. El poder también se relaciona con las brechas de empatía porque limita la relación interpersonal y compara Las diferencias de poder. Tener poder o no tener poder puede causar una serie de consecuencias psicológicas. Conduce a responsabilidades estratégicas versus sociales. Se realizaron experimentos de investigación ya en 1968 para explorar el conflicto de poder.

### Juegos de negociación
Los juegos de negociación comparan el comportamiento de agentes en diferentes situaciones. En un juego de ultimátum, la persona con el poder dado ofrece un ultimátum y el receptor tendría que aceptar esa oferta o de lo contrario tanto el proponente como el receptor no recibirán ninguna recompensa. En un juego del dictador, la persona en el poder dado ofrece una propuesta y el destinatario tendría que aceptar esa oferta. El destinatario no tiene opción de rechazar la oferta. El juego del dictador no le da poder al receptor mientras que el juego del ultimátum le da algo de poder al receptor. El comportamiento observado fue que la persona que ofrece la propuesta actuaría de manera menos estratégica que la que ofrece el juego de ultimátum. 
Cuando el receptor de la contraparte es completamente impotente, a menudo se observa falta de estrategia, responsabilidad social y consideración moral del comportamiento de la propuesta dada.

### Poder abusivo y control

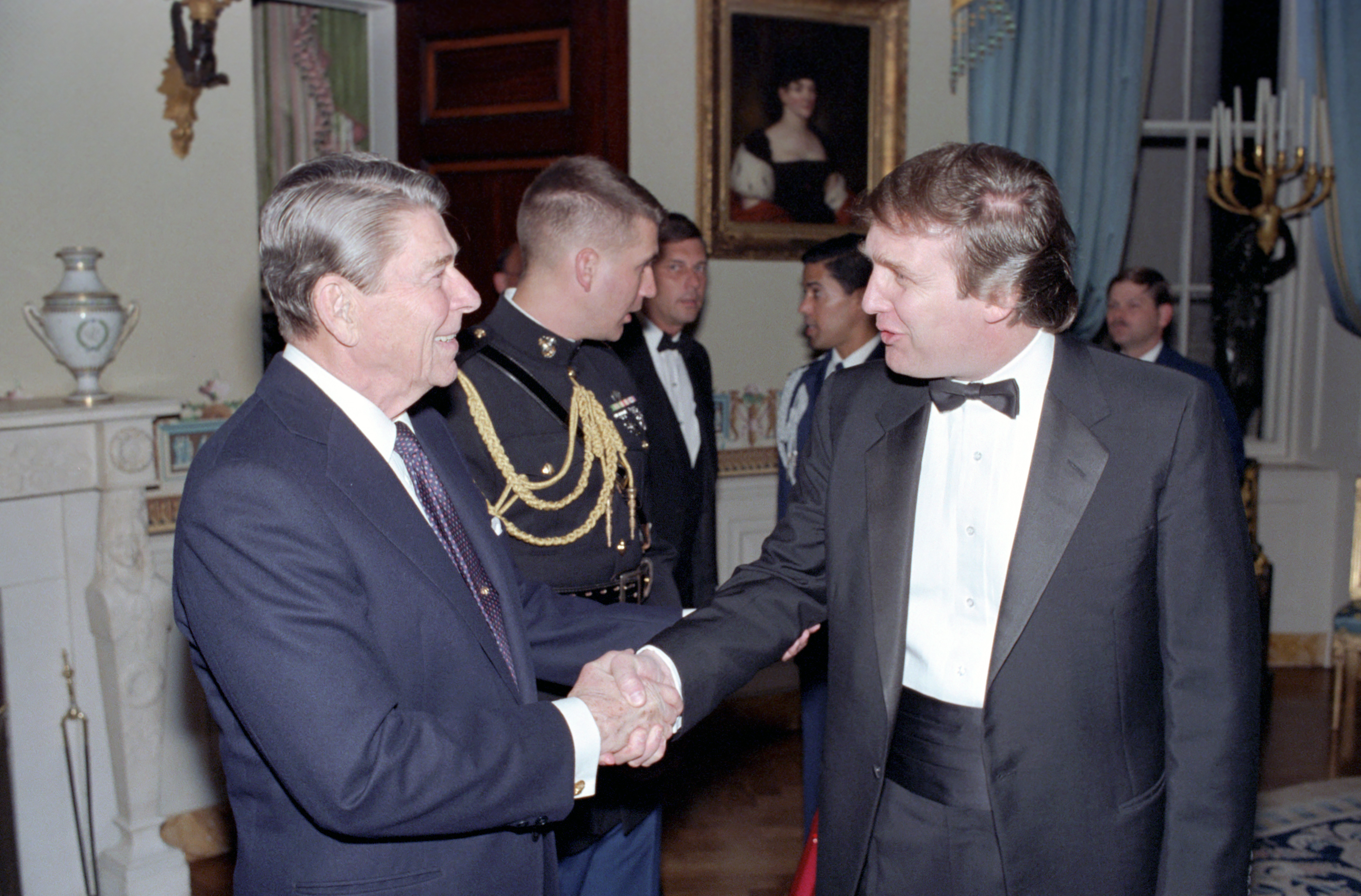
Ronald Reagan y Donald Trump

El poder abusivo y el control impropio (o el control coercitivo) implican las formas en que los abusadores obtienen y mantienen el poder y el control sobre las víctimas con fines abusivos, como el abuso psicológico, físico, sexual o financiero. Tales abusos pueden tener varias causas, como la ganancia personal, la gratificación personal, la proyección psicológica, la devaluación, la envidia o simplemente por el placer, ya que el abusador puede simplemente disfrutar ejerciendo poder abusivo y control impropio. 
Los abusadores pueden usar múltiples tácticas para ejercer poder y control sobre sus víctimas. Las tácticas en sí mismas ya son psicológicamente, y a veces físicamente, abusivas. El control puede ser ayudado a través del abuso económico, lo que limita las acciones de la víctima, ya que puede carecer de los recursos necesarios para resistir al abuso. Los abusadores tienen como objetivo controlar e intimidar a las víctimas o influir en ellas para que sientan que no tienen una voz igualitaria en la relación.
Los manipuladores y los abusadores pueden controlar a sus víctimas con una variedad de tácticas, que incluyen:
- refuerzo positivo (como elogios, encanto superficial, adulación, felicitación, bombardeo de amor, sonrisas, regalos, atención)
- reforzamiento negativo
- refuerzo parcial o intermitente
- castigo psicológico (como regaños, tratamiento silencioso, palabrotas, amenazas, intimidación, chantaje emocional, falta de atención)
- tácticas traumáticas (como abuso verbal o ira explosiva)

Al ser las vulnerabilidades de la víctima explotadas, los que son particularmente vulnerables pueden ser seleccionados con mayor frecuencia como objetivos. La vinculación traumática puede darse entre el abusador y la víctima como resultado de ciclos continuos de abuso en los que el refuerzo intermitente de la recompensa y el castigo fomenta lazos emocionales poderosos que son resistentes al cambio, así como un clima de miedo. Se puede intentar normalizar, legitimar, racionalizar, negar o minimizar el comportamiento abusivo, o culpar a la víctima por ello.
El aislamiento, la luz de gas, los juegos mentales, la mentira, la desinformación, la propaganda, la desestabilización, el lavado de cerebro y el divide y vencerás son otras estrategias que a menudo se usan. A la víctima se le pueden facilitar alcohol o drogas o se le puede privar del sueño para desorientarla.

## Tácticas
En situaciones cotidianas, las personas utilizan una gran variedad de tácticas de poder para impulsar o incitar a las personas a una acción particular. Hay muchos ejemplos de tácticas de poder que son bastante comunes y empleadas todos los días. Algunas de estas tácticas incluyen el acoso escolar, la colaboración, las quejas, las críticas, la exigencia, la desconexión, la evasión, el humor, la inspiración, la manipulación, la negociación, la socialización y la súplica. Estas tácticas de poder se pueden clasificar en tres dimensiones diferentes:
- Suave y dura: las tácticas suaves aprovechan la relación entre la persona y el objetivo. Son más indirectas e interpersonales (por ejemplo, colaboración, socialización). Por el contrario, las tácticas duras son contundentes, directas y dependen de resultados concretos. Sin embargo, no son más poderosas que las tácticas suaves. En muchas circunstancias, el miedo a la exclusión social puede ser un motivador mucho más fuerte que algún tipo de castigo físico.
- Racional y no racional: las tácticas racionales de influencia utilizan el razonamiento, la lógica y el buen juicio, mientras que las tácticas no racionales se basan en la emocionalidad y la desinformación. Los ejemplos de cada uno incluyen negociación y persuasión, y evasión y menosprecio, respectivamente.
- Unilateral y bilateral: las tácticas bilaterales, como la colaboración y la negociación, implican reciprocidad tanto de la persona que influye como de su objetivo. Las tácticas unilaterales, por otro lado, se promulgan sin ninguna participación por parte del objetivo. Estas tácticas incluyen la retirada y el hecho consumado.

Las personas tienden a usar diferentes tácticas. Por ejemplo, las personas con orientación interpersonal tienden a usar tácticas suaves y racionales. Además, los extrovertidos usan una mayor variedad de tácticas de poder que los introvertidos. Las personas también elegirán diferentes tácticas en función de la situación del grupo y en función de a quién intentan influir. Las personas también tienden a pasar de tácticas suaves a duras cuando se enfrentan a resistencia.

### Balance de poder
Debido a que el poder opera tanto relacional como recíprocamente, los sociólogos hablan del equilibrio de poder entre las partes en una relación: todas las partes en todas las relaciones tienen algún poder.
El examen sociológico del poder se ocupa de descubrir y describir las fortalezas relativas: iguales o desiguales, estables o sujetas a cambios periódicos. Los sociólogos generalmente analizan las relaciones en las cuales las partes tienen un poder relativamente igual o casi igual en términos de restricciones en lugar de poder. Así, el término "poder" tiene una connotación de unilateralismo. Dado que el poder no es innato y puede otorgarse a otros, para adquirirlo debes poseer o controlar una forma de moneda de poder.

## Efectos
El poder cambia a los que lo detentan y a aquellos que son objetivos de ese poder.

### Teoría de la aproximación / inhibición
Desarrollada por D. Keltner y otros colegas, la teoría de la aproximación / inhibición supone que tener poder y usar el poder altera los estados psicológicos de los individuos. La teoría se basa en la noción de que la mayoría de los organismos reaccionan a los eventos ambientales de dos maneras comunes. La reacción de la aproximacinó está asociada con la autopromoción, la búsqueda de recompensas, el aumento de la energía y el movimiento. La inhibición, por el contrario, está asociada con la autoprotección, evitando amenazas o peligros, la vigilancia, la pérdida de motivación y una reducción general de la actividad. 
En general, la teoría de la aproximación / inhibición sostiene que el ejercicio del poder promueve las tendencias de aproximación, mientras que una reducción del poder promueve las tendencias de inhibición. 

### Efectos positivos
- El poder incita a las personas a actuar
- Hace que las personas respondan mejor a los cambios dentro de un grupo y su entorno[55]
- Las personas poderosas son más proactivas, tienen más probabilidades de hablar, dar el primer paso y liderar la negociación[56]
- Las personas poderosas están más centradas en los objetivos apropiados en una situación dada y tienden a planificar más actividades relacionadas con las tareas, en un entorno laboral[57]
- Las personas poderosas tienden a experimentar emociones más positivas, como la felicidad y la satisfacción, y sonríen más que las personas de bajo poder[58]
- El poder está asociado con el optimismo sobre el futuro porque las personas más poderosas centran su atención en aspectos más positivos del medio ambiente[59]
- Las personas con más poder tienden a realizar funciones cognitivas ejecutivas con mayor rapidez y éxito, incluidos los mecanismos de control interno que coordinan la atención, la toma de decisiones, la planificación y la selección de objetivos[60]

### Aspectos negativos

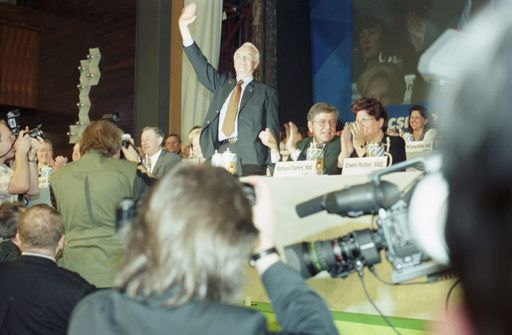
Existen trastornos emocionales que afectan a quienes ejercen el poder en cualquiera de sus formas, entre las que se destacan el Síndrome de hubris, la megalomanía, el caudillismo o el narcisismo.

- Los poderosos son propensos a tomar decisiones arriesgadas, inadecuados o poco éticas y, a menudo tienden a sobrepasar sus límites[61][62]
- Tienden a generar reacciones emocionales negativas en sus subordinados, particularmente cuando hay un conflicto en el grupo[63]
- Cuando los individuos ganan poder, su autoevaluación se vuelve más positiva, mientras que sus evaluaciones que hacen de los demás se vuelven más negativas[64]
- El poder tiende a debilitar la atención social hacia los subordinados, lo que conduce a la dificultad para comprender el punto de vista de otras personas[65]
- Las personas poderosas también pasan menos tiempo recolectando y procesando información sobre sus subordinados y, a menudo, los perciben de manera estereotipada[66]
- Las personas con poder tienden a usar tácticas más coercitivas, a aumentar la distancia social entre ellas y sus subordinados, a creer que las personas no poderosas no son fiables y a devaluar el trabajo y la capacidad de las personas menos poderosas[67]

## Reacciones

### Tácticas
Varios estudios demuestran que las tácticas de poder duras (por ejemplo, el castigo (tanto personal como impersonal), las sanciones basadas en reglas y las recompensas no personales) son menos efectivas que las tácticas blandas (poder experto, poder de referencia y recompensas personales).
Probablemente se deba a que las tácticas duras generan hostilidad, depresión, miedo e ira, mientras que las tácticas suaves a menudo se corresponden con la cooperación. El poder duro también puede llevar a los miembros del grupo a perder interés en su trabajo, mientras que inculcar un sentimiento de autonomía en sus subordinados puede mantener su interés en el trabajo y mantener una alta productividad incluso en ausencia de control.
El poder coercitivo crea conflictos que pueden interrumpir el funcionamiento de todo el grupo. Cuando los miembros del grupo desobedientes son severamente reprendidos, el resto del grupo puede volverse más perturbador y desinteresado en su trabajo, lo que lleva a actividades negativas e inapropiadas que se propagan de un miembro problemático al resto del grupo. Este efecto se llama contagio disruptivo o efecto dominó y se manifiesta fuertemente cuando el miembro reprendido tiene un alto estatus dentro de un grupo, y las directrices de la autoridad son vagas y ambiguas.

### Resistencia a la influencia coercitiva.
Las tácticas coercitivas se pueden tolerar cuando el grupo tiene éxito, se confía en el líder y el uso de tácticas coercitivas está justificado por las normas del grupo. Además, los métodos coercitivos son más efectivos cuando se aplican con frecuencia y de manera consistente para castigar las acciones prohibidas.
Sin embargo, en algunos casos, los miembros del grupo pueden optar por resistir la influencia de la autoridad. Cuando los miembros del grupo tienen un sentimiento de identidad compartida, es más probable que formen una Coalición Revolucionaria, un subgrupo formado dentro de un grupo más grande que busca interrumpir y oponerse a la estructura de autoridad del grupo.
Es más probable que los miembros del grupo formen una coalición revolucionaria y se resistan a una autoridad cuando la autoridad carece de poder de referencia, utiliza métodos coercitivos y pide a los miembros del grupo que lleven a cabo tareas desagradables. Debido a que estas condiciones crean reactancia, las personas se esfuerzan por reafirmar su sentido de libertad al afirmar su autonomía para sus propias elecciones y consecuencias. 

### Teoría de la conversión de Kelman de conformidad-identificación-internalización
Herbert Kelman identificó tres reacciones básicas, escalonadas, que las personas muestran en respuesta a las tácticas coercitivas: cumplimiento, identificación e internalización. Esta teoría explica cómo los grupos convierten a los miembros vacilantes en seguidores entusiastas con el tiempo. 
En la etapa de cumplimiento, los miembros del grupo cumplen con las demandas de la autoridad, pero personalmente no están de acuerdo con ellas. Si la autoridad no controla a los miembros, probablemente no obedecerán. La identificación ocurre cuando el objetivo de la influencia admira y, por lo tanto, imita a la autoridad, imita sus acciones, valores, características de la autoridad y adopta comportamientos de la persona con poder. Si es prolongada y continua, la identificación puede conducir a la etapa final: internalización. Cuando ocurre la internalización, el individuo adopta el comportamiento inducido porque es congruente con su sistema de valores. En esta etapa, los miembros del grupo ya no llevan a cabo órdenes de autoridad, sino que realizan acciones que son congruentes con sus creencias y opiniones personales. La obediencia extrema a menudo requiere internalización. 

## Entendimiento del poder
El entendimiento del poder se refiere a cómo uno percibe el poder, cómo se forma y acumula, y las estructuras que lo sostienen y quién lo controla. La educación puede ser útil para aumentar el entendimiento del poder. En una charla TED de 2014, Eric Liu señala que "no nos gusta hablar sobre el poder", ya que "nos da miedo" y pensamos que "de alguna manera es malo", ya que tiene una "valencia moral negativa".
Joe L. Kincheloe describe un "entendimiento cibernético del poder" que se ocupa de las fuerzas que dan forma a la producción de conocimiento y la construcción y transmisión de significado, y se trata más de involucrar el conocimiento que de "dominar" la información, y que se centra en la producción de conocimiento transformador y nuevos modos de rendición de cuentas.